# Don't Smile at Me
《Don't Smile at Me》(dont smile at me로 표기함)는 미국의 가수인 빌리 아일리시의 첫 익스텐디드 플레이(EP)이다. 2017년 8월 11일 다크룸과 인터스코프 레코드를 통하여 발매하였다. 아일리시와 오빠인 피니어스 오코넬이 EP에 수록된 곡의 대부분을 작사 및 작곡하였고, 프로듀싱도 또한 피니어스가 혼자 작업하였다. 장르는 R&B와 재즈가 섞여있는 일렉트로팝 음악이다.
《dont smile at me》에서는 2016년부터 2018년까지 총 7개의 수록곡이 싱글 컷되었다. 그중에서 2016년에 발표하였던 〈ocean Eyes〉와 2017년에 발표하였던 〈idontwannabeyouanymore〉는 슬리퍼 히트를 치면서 빌보드 핫 100과 영국 싱글 차트 탑 100에 이름을 올렸다. 그리고 2017년에 발매한 〈bellyache〉는 빌보드 버블링 언더 핫 100에 32주 동안 이름을 올렸으며, 같은 해에 발매한 〈COPYCAT〉은 차트 12위까지 순위로 올랐다. 아일리시는 2017년과 2018년에 각각 Don't Smile at Me Tour와 Where's My Mind Tour를 돌면서 홍보를 진행하였다.
음악 평론가들은 특히 아일리시의 보컬에 극찬을 보내면서 음반에 대부분 긍정적인 반응과 리뷰를 보여주었다. 2017년에 발표한 〈hostage〉의 뮤직 비디오는 2019년 MTV 비디오 뮤직 어워드 중 최우수 촬영 기사 부문에 후보로 선정되었다. 상업적으로도 《dont smile at me》는 큰 성공을 거두었는데, 빌보드 200에 14위까지 올라갔으며, 영국 음반 차트에서는 12위까지 기록하였다. 이외에도 오스트레일리아와 아일랜드를 포함하여 많은 국가의 차트에서 10위권까지 올라가는 기염을 토하였다.
재발매는 처음에 《Don't Smile at Me: December reissue》라는 이름으로 발매되었다. 이 EP에는 이전에 빈스 스테이플스와 함께 부른 싱글 〈&burn〉이 추가되었다. 이때 〈&Burn〉은 성공을 하면서 미국의 미국 음반 산업 협회(RIAA)에서 골드 인증을 받은 곡이다. 이후 《Don't Smile at Me: Expanded edition》이 발매되었다. 이 음반에는 2018년 칼리드와 함께 노래하였던 〈lovely〉와 같은 해 발매한 〈bitches Broken Hearts〉가 추가로 수록되어 발매됐다. 이 두 곡 또한 상업적으로 크게 성공하였다. 〈Lovely〉는 빌보드 핫 100 차트에서 64위를 기록하였고, 영국 싱글 차트에서 47위를 기록하였다. 또한 〈Bitches Broken Hearts〉는 미국의 RIAA와 캐나다의 뮤직 캐나다(MC)에서 각각 플래티넘을 인증 받았다.

## 평가
| 전문가 평가           | 전문가 평가 |
| 평가 점수             | 평가 점수   |
| 출처                  | 점수        |
| --------------------- | ----------- |
| Tom Hull – on the Web | B+ ()       |
| Vice (Expert Witness) | B+          |

《dont smile at me》는 대부분의 음악 평단에서 긍정적인 반응을 얻었다. 플러그드 인의 크리스틴 스미스는 이 음반을 "많은 장르, 사운드, 스타일이 혼합되어 있으며, 이 아홉 개의 트랙은 어린 가수의 매력적인 관점과 개성을 포착하게 만든다. 우리는 가슴이 아프고, 자기혐오와 사랑을 알고 있는 한 청소년의 솔직한 고백을 듣는다. 《dont smile at me》는 몽환적이고 우울하며, 매혹적이고 잊혀지지 않는다. 그리고 이것이 극찬을 하면서도 주의를 주어야 하는 이유이다."라고 평가하였다. 앳우드 매거진의 니콜 알메이다는 이 음반은 "힘찬 선언"이자 "그녀가 누구인지 아는 사람의 입에서 나오는 말이다. 이 제목은 아일리시의 첫 EP이지만 아티스트로서 아일리시 자신의 강인함과 야망을 완전히 구현했다"고 언급하였다. 바이스에 글을 쓴 로버트 크리스트가우는 까칠한 듯한 멜로디와 잔잔한 목소리에는 호평을 하였으나, 아일리시의 데뷔 음반인 《When We All Fall Asleep, Where Do We Go?》 보다는 작사와 작곡 부분에서 덜 이루어졌다고 말하였다.

## 트랙 리스트
표시한 곡을 제외하고는 모든 곡을 빌리 아일리시 오코넬과 피니어스 오코넬이 작곡과 작사를 하였다. 또한 프로듀싱은 모든 곡을 피니어스 오코넬이 혼자서 작업하였다.
| #            | 제목                       | 작사·작곡    | 재생 시간 |
| ------------ | -------------------------- | ------------ | --------- |
| 1.           | 〈COPYCAT〉                |              | 3:13      |
| 2.           | 〈idontwannabeyouanymore〉 |              | 3:23      |
| 3.           | 〈my boy〉                 |              | 2:50      |
| 4.           | 〈watch〉                  | F. 오코넬    | 2:58      |
| 5.           | 〈party favor〉            |              | 3:25      |
| 6.           | 〈bellyache〉              |              | 3:00      |
| 7.           | 〈ocean eyes〉             | F. 오코넬    | 3:20      |
| 8.           | 〈hostage〉                |              | 3:48      |
| 총 재생 시간 | 총 재생 시간               | 총 재생 시간 | 26:00     |

| #            | 제목                             | 작사·작곡                 | 재생 시간 |
| ------------ | -------------------------------- | ------------------------- | --------- |
| 9.           | 〈&burn〉 (with 빈스 스테이플스) | F. 오코넬 빈스 스테이플스 | 2:59      |
| 총 재생 시간 | 총 재생 시간                     | 총 재생 시간              | 28:59     |

| #            | 제목                                                | 작사·작곡                         | 재생 시간 |
| ------------ | --------------------------------------------------- | --------------------------------- | --------- |
| 10.          | 〈lovely〉 (with 칼리드)                            | B. 오코넬 F. 오코넬 칼리드 로빈슨 | 3:20      |
| 11.          | 〈bitches broken hearts〉 (프로듀서: F. 오코넬, 펜) | B. 오코넬 F. 오코넬 에밋 펜       | 2:56      |
| 총 재생 시간 | 총 재생 시간                                        | 총 재생 시간                      | 35:16     |

| #            | 제목                             | 재생 시간 |
| ------------ | -------------------------------- | --------- |
| 12.          | 〈bellyache〉 (마리안 힐 리믹스) | 3:41      |
| 13.          | 〈COPYCAT〉 (소피 터커 리믹스)   | 3:19      |
| 14.          | 〈MyBoi〉 (트로이보이 리믹스)    | 3:31      |
| 총 재생 시간 | 총 재생 시간                     | 45:06     |

기타
- 전체를 대문자로 표기하는 〈COPYCAT〉과 〈my boy〉의 리믹스 버전 〈MyBoi〉를 제외하고는 모든 트랙은 소문자로 표기되어 있다.
- 〈&burn〉은 〈watch〉와 같은 가사에 다른 분위기의 곡이다.